# A Bit of Fry and Laurie
A Bit of Fry and Laurie est une émission de télévision britannique en 26 épisodes d'environ 23 minutes, diffusée du 13 janvier 1989 au 2 avril 1995 sur les chaînes BBC1 et BBC2. Cette comédie à saynètes, appelée familièrement ABOFAL, met en vedette le duo comique formé par les anciens membres de Cambridge Footlights, Stephen Fry et Hugh Laurie. Un épisode pilote de 35 minutes a été tourné en 1987.
Cette émission est inédite dans tous les pays francophones.

## Genèse

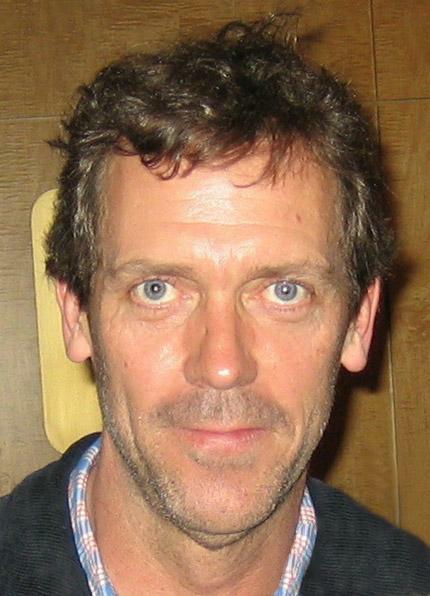
Hugh Laurie.

Quelques idées de la série se trouvent dans l'émission télévisée Saturday Live, à laquelle à la fois Fry et Laurie ont été fréquemment invités, en 1987, et dans la série radiophonique, écrite par Stephen Fry, Saturday Night Fry.

## Concept
A Bit of Fry and Laurie est un programme comique, excentrique mais également progressiste, jouant avec les réactions du public. Par exemple, le quatrième mur est fréquemment brisé, montrant ainsi les personnages qui abandonnent leur jeu d’acteur au milieu d'une saynète, pour venir discuter, alors que la saynète se termine de façon absurde. Comme dans The Two Ronnies, les saynètes présentent souvent des situations absurdes et sont basées sur des calembours élaborés et des insinuations. Quelques saynètes menacent de franchir la ligne séparant l'humour de la vulgarité, mais s'arrêtent toujours avant ce point. Beaucoup de scènes se terminent brutalement et sans pointe, un concept popularisé par le Monty Python's Flying Circus. Parfois, la caméra se tourne vers le studio et on aperçoit l'équipe de tournage à l'écran.

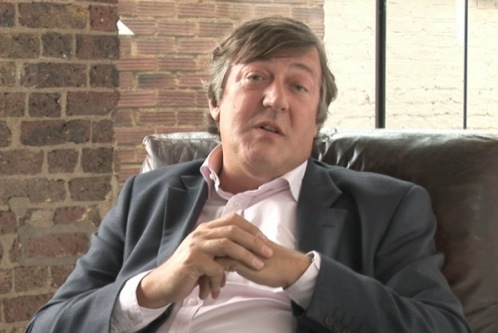
Stephen Fry.

Le programme est également ponctué de vox populi non sequitur dans le style des Monty Python, énonçant des propos invraisemblables, souvent faits de jeux de mots. On voit fréquemment Hugh Laurie jouer du piano ou d'un grand nombre d'autres instruments et chanter des numéros comiques.

## Réalisation et production
L'émission est originellement en anglais. Le tournage est effectué en couleur, au format 4:3, avec prise de son stéréophonique.
Treize épisodes sont réalisés par Roger Ordish, sept par Bob Spiers et six par Kevin Bishop. Roger Ordish produit treize épisodes, Nick Symons, douze, Janice Thomas, sept et Kevin Bishop, six.

## Thèmes
Les thèmes les plus communs sont la police, les militaires, les agences de renseignement, les catholiques, l'Église anglicane et les politiciens, en particulier le Parti conservateur. Les gouvernements de Margaret Thatcher et John Major et la politique conservatrice en général ont toujours été les cibles des satires de Fry et Laurie. Ils s'intéressent également à des questions liées aux média, comme le programme des émissions de la BBC, le parrainage et le placement de produits, ainsi que la censure et l'interdiction d'utiliser certains mots à la télévision. Beaucoup de saynètes concernent la langue anglaise et la littérature.
Noel Edmonds est aussi fréquemment pris pour cible. Dans une saynète au cours de laquelle Fry est supposé avoir ôté son cerveau à Laurie, ce dernier rentre et dit qu'il vient juste d'écouter Noel Edmonds et qu'il le trouve fantastique.

### La politique
Le spectacle ne craint pas de commenter les questions d'actualité. Dans une saynète de la seconde saison, un ministre du gouvernement conservateur est étranglé, pendant que Stephen Fry lui crie : « Qu'est ce que vous faites au système audiovisuel ? Qu'est-ce que vous faites au pays ? ». Cette saynète est une attaque contre la Loi sur l'audiovisuel de 1990 et les motivations supposées de ceux qui ont soutenu son adoption. Les deux humoristes attaquent ensuite ce qu'ils perçoivent comme des effets secondaires néfastes de la loi dans la saynète It's a Soaraway Life, une parodie de La vie est belle (It's a Wonderful Life), présentant un monde dans lequel Rupert Murdoch n'a jamais existé.
Les différentes saisons font de nombreuses plaisanteries au détriment des Premiers ministres conservateurs de l'époque, Margaret Thatcher et John Major. Une saynète présente un concours télévisé du « Jeune tory de l'année », durant lequel un jeune conservateur (Laurie) récite un discours délibérément incohérent, constitué uniquement de slogans politiques vides de sens, comme « valeurs familiales » et « entreprise individuelle ».

## Acteurs
La plupart des rôles est jouée par Fry et Laurie eux-mêmes. Parfois, d'autres acteurs apparaissent dans des rôles de soutien, comme Deborah Norton (saison 1), Maria Aitken, Geoffrey McGivern (saison 2), Liz Smith, Andy Linden, Selina Cadell (saison 2, épisode 4), Paul Eddington(saison 2, épisode 5), Camille Coduri, Tony Hawks, Nigel Havers (saison 2, épisode 6), Rowan Atkinson (saison 2, épisode 6), Nicholas Parsons (saison 3, épisode 1), Rebecca Saire (saison 3, épisodes 2 et 5), Gary Davies (saison 3, épisode 6) et Colin Stinton (saison 3, épisode 6). Durant la quatrième saison, à chaque épisode, deux invités prennent des rôles plus importants dans certaines saynètes, notamment Kevin McNally, Phyllida Law et Stephen Moore.

## Formules récurrentes

### Personnages
Bien que le programme soit constitué principalement de saynètes et de situations uniques, certains personnages apparaissent à plusieurs reprises, dans plusieurs épisodes et saisons. Dans quelques épisodes, Fry et Laurie jouent le rôle de critiques et analysent la saynète précédente, en caricaturant à la fois eux-mêmes et les critiques.

#### Alan
Alan (Laurie) est employé comme agent secret par une mystérieuse organisation, connue sous le nom de « Département ». Auparavant, il était trafiquant d'armes, professeur remplaçant et ministre de l'intérieur. Le personnage apparaît dans des parodies de nombreux spectacles télévisés des années 1970, principalement The Professionals.

#### L'Évêque et le Seigneur de la guerre
L'Évêque (Fry) et le Seigneur de la guerre (Laurie) apparaissent, pour la première fois, dans l'épisode 4 de la saison 1. Ils sont présentés comme le principal groupe mondial de « light metal » (par opposition au heavy metal). Le Seigneur de la guerre (guitariste) est habillé comme un rocker typique, alors que l'Évêque (vocaliste) porte des habits ecclésiastiques normaux et une mitaine noire en cuir. Il chante (ou, plutôt, déclame) ses chansons du haut d'une chaire, comme un pasteur. Une scène intéressante évoque les « messages cachés » dans les paroles, qui inspirent les fans sans qu'ils en aient conscience. Elle contient une référence au groupe britannique Judas Priest, de 1991.

#### Control et Tony
Control (Fry) et Tony Murchison (Laurie) sont deux très gentils agents des services secrets. Ils apparaissent, pour la première fois, dans la saison 1 du spectacle. Control est le chef du SIS, le service secret britannique. Tony Murchison est chef de sous-section au Bureau de l'Allemagne de l'Est et des satellites apparentés et apporte son café du matin à Control. Les personnages discutent des questions de sécurité nationale, dans des dialogues naifs et avec une simplicité enfantine qui parodient les détails, typiquement limités, qui sont souvent fournis aux spectateurs, dans les films britanniques du même genre. La majeure partie de l'humour, dans ces saynètes, provient du jeu d'acteur volontairement faible, amateur et inopportunément guindé. Il existe deux saynètes, Espions Cinq (Spies Five) et Espions/Jumeaux (Spies/Twin), réalisées mais pas diffusées, qui présentent le duo. La seconde révèle que Control (dont le vrai nom est, en fait, Control) a un frère jumeau, lui aussi appelé Control, qui peignait des fresques érotiques à Earl's Court. Le texte de ces saynètes se trouve dans les script-books,. Ces saynètes parodient les drames télévisés de la période la Guerre froide : Callan, Secret Service, Tinker, Tailor, Soldier, Spy et The Sandbaggers.

#### Gelliant Gutfright
Gelliant (Fry) est l'invité du programme de courts-métrages d'horreur The Seventh Dimension, qui présente des histoires comme Flowers for Wendy ou The Red Hat of Patferrick. Assis dans une chaise étonnamment grande, munie de boutons dorés, il se laisse aller à des jeux de mots élaborés et souvent inutiles : 

« Cela s'appelle Flowers for Wendy, mais n'aurait-ce pu plutôt être appelé You have been Warned ? [pause] Non, ce n'aurait pas été possible. »

Les histoires présentées le sont souvent dans le style de The Twilight Zone.

#### Jack et Freddy/Neddy
Freddy (Laurie), par la suite renommé Neddy, est un homme humble et tranquille, avec un recouvrement incisif visible. Jack (Fry) est un homme imposant, avec un couvre-œil, qui appartient à une organisation anonyme. Il recrute Freddy et l'invite à participer à plusieurs actions de l'organisation en faveur de la « cause », qu'il dit être la liberté, bien que ceci soit peut-être hyperbolique. Needdy devient Premier ministre. Alors qu'il est endoctriné par Jack, il devient évident que l'organisation de ce dernier est un groupe de nazis cherchant à diriger l'Angleterre par le biais de Neddy. Jack poignarde ensuite Neddy dans le dos, avec son propre couteau Stanley.

#### John et Peter
Très souvent, on trouve des saynètes des deux partenaires d'affaires Peter et John, qui se comportent comme s'ils dirigeaient une grande société internationale, alors qu'ils gèrent, en réalité, différentes micro-entreprises, comme des toilettes publiques dans une petite ville. John (Fry) et Peter (Laurie) sont, peut-être, les personnages les plus connus de la série. Conduisant vite, buvant sec, ils sont toujours associés, quelle que soit l'affaire qu'ils dirigent, d'un club de remise en forme au diocèse d'Uttoxeter (avec John comme évêque et Peter comme vice-évêque exécutif). Les saynètes sont des parodies des drames télévisés de l'époque, comme Howard's Way, sur BBC TV, The Power Game ou Man at the Top, qui présentent des hommes d'affaires de relativement petite envergure comme plus grands que nature, blasés, passionnés et tourmentés. John et Peter s'exhortent invariablement l'un l'autre à faire plus d'efforts pour leur affaire relativement insignifiante, en criant « Damn! » ou « Dammit John! ». Leurs plans échouent généralement à cause de l'intervention fortuite de Marjorie, l'ex-épouse de John, présentée comme diabolique. Une saynète, intitulée Dammit 3, n'a pas été diffusée. Celles qui l'ont été, dans le programme, passent directement de Dammit 2 à Dammit 4. Le texte de la saynète manquante se trouve dans les script-books.

#### Mr Dalliard
M. Dalliard est un personnage cité dans de nombreuses saynètes, mais qu'on ne voit jamais. Toutes les saynètes où il intervient se passent dans un magasin. Bien que Dalliard n'apparaisse jamais et soit, implicitement, une création de l'imagination du personnage joué par Fry, il est mentionné plusieurs fois dans chaque saynète : 

« Ce n'est pas mon M. Dalliard, c'est le M. Dalliard de tout le monde. »

#### Tony Inchpractice
Tony (Laurie) apparaît pour la première fois lors de la saison 2. Il est l'invité de plusieurs débats télévisés, chacun consacré à une action bizarre effectuée par l'invité et l'hôte au cours de l'émission. Les différentes émissions sont : Essayer d'emprunter un cinq à... (Trying to Borrow a Fiver Off...), Présenter mon grand-père à... (Introducing My Grandfather To...), Photocopier mes parties génitales avec... (Photocopying My Genitals With...), Réaliser que j'ai indiqué la mauvaise direction à... (Realising I've Given the Wrong Directions To...) et Piloter un avion léger sans jamais avoir eu aucun entraînement particulier avec... (Flying a Light Aeroplane Without Having Had Any Formal Instruction With...).
Le personnage prend comme modèle un personnage similaire, appelé Peter Mostyn, que Laurie a interprété auparavant sur Saturday Live. Il y a aussi une saynète similaire intitulée Dans le bain avec... (In the Bath With...) dans la série radiophonique Saturday Night Fry.

### Enquêtes
Dans toutes les saisons, entre les saynètes, sont présentés de courts extraits d'enquêtes dans les rues de Londres, auprès d'hommes et de femmes, tous joués par Fry et Laurie. Leurs phrases, sorties de leur contexte, sont apparemment des réponses aux questions que le public ne connaît pas. Ce genre de transitions entre les saynètes existe également dans le Monty Python's Flying Circus.

### Accroches

#### «S'il vous plaît, M. Musique, voulez-vous jouer?»
Chaque épisode des saisons 3 et 4 s'achève par la préparation, par Stephen Fry, d'un cocktail au nom ridicule et aux ingrédients encore plus ridicules. Fry supplie Laurie de jouer le thème final, en lui demandant: « S'il vous plaît, M. Musique, voulez-vous jouer ? ». Il secoue alors le cocktail, en dansant de façon excentrique (souvent après avoir fourré le shaker dans son pantalon), et le sert à Laurie (saison 3) ou aux acteurs invités (saison 4), pendant que Laurie joue du piano et imite une trompette bouchée ou un trombone.
Dans les deux saisons 3 et 4, Fry fait précéder la question par des introductions de plus en plus absurdes :
- Saison 4, épisode 3

« Je dis, comme j'aime à le faire en ces occasions, ces six mots rafraîchissants, qui ouvrent la porte à des habitudes vespérales sophistiquées. Je dis. »
- Saison 4, épisode 4

« Et maintenant, dans le shaker à cocktail de ma bouche, je jette ces six mots : Vous S'il vous plaît Musique M. Voulez Jouer. Je secoue brièvement [il secoue la tête et émet des bruits : « brr »], et je vide cette phrase dorée. »
- Saison 4, épisode 5

« Et pendant que je prépare votre Scrotum Dansant, je pose cette question, en accord avec des principes connus. »
- Saison 4, épisode 6

« Pendant que je mélange ceci, je me tourne vers le débonnaire doyen de la danse et je le questionne, aussi questionnant que je peux, avec cette question. »
- Saison 4, épisode 7

« [Préparant une « Grande-Bretagne Moderne »], Mais peut-être, quelque part, vous seriez inspiré par l'addition d'une petite, tendre, aimante cerise d'espoir. Je me demande. Pendant que vous vous décidez, je vais supplier pour la toute dernière des fois finales, ce supplié parmi m'collègues, le vrai unique homme-mélodie de Grande-Bretagne, à qui je dis, s'il vous plaît, s'il vous plaît, oh. »

#### «Soupy twist»
L'accroche « Soupy twist » est prononcée, à la fois par Laurie et Fry, à la fin de chaque épisode des saisons 3 et 4 (à l'exception du dernier de la saison 3). On pense qu'il s'agit d'une phrase, vraisemblablement signifiant « Salut ! », du langage Strom, inventé par Fry et utilisé primitivement dans sa série Saturday Night Fry, sur BBC Radio 4. Le Strom comporte des mots monosyllabiques absurdes, des mots encore plus courts, qui ne peuvent être prononcées que dans une phrase complète en anglais, ainsi que de vulgaires faux-amis. L'accroche en question ici provient, vraisemblablement, de l'épisode A Bit of Fry and Laurie Xmas, dans lequel Fry joue le client d'un restaurant, avec Laurie dans le rôle du serveur. Fry passe son temps à dire au serveur que la soupe est mauvaise, et Laurie entend, de façon répétée, le mot « costume » (« suit », en anglais), au lieu du mot « soupe » (« soup », en anglais), ce pourquoi il l'assure que son costume lui sied. Peu avant la fin de la saynète, la paire se tourne vers la caméra et demande à l'assistance de téléphoner à la production, afin d'obtenir la fin de la saynète, ce qu'ils appellent la « chute », la « fin » ou le « rebondissement » (« twist », en anglais).

#### «Si vous voulez bien excuser le jeu de mots»
Une blague répétée consiste, pour un personnage, à dire : « Si vous voulez bien excuser le jeu de mots » au milieu d'une conversation, alors qu'en fait, aucun jeu de mots n'a été fait. Le second personnage, surpris, demande alors : « Quel jeu de mots ? », ce à quoi le premier personnage répond : « Oh, ce n'en était pas un ? Je suis désolé. » et la conversation reprend normalement. David Walliams et Matt Lucas se sont inspirés de ce gag, dans leur série Come Fly with Me, où le personnage Moses Beacon utilise souvent cette phrase.

#### «M'collègue»
« M'collègue » est une expression que Fry et Laurie commencent à utiliser durant la quatrième saison, pour s'adresser l'un à l'autre. Tous deux l'ont, par la suite, utilisée pour parler l'un de l'autre, en dehors de la série, par exemple dans des entretiens télévisuels. La dédicace du roman de Fry The Stars' Tennis Balls est « A m'collègue » et sa seconde autobiographie, The Fry Chronicles, est dédiée « A m'coll ».

#### «Aucun rapport»
C'est un gag répété, dans lequel, soit Fry, soit Laurie, après avoir cité le nom d'un autre personnage, le fait suivre de « Aucun rapport », comme s'il supposait que leur noms, invariablement complètement différents des noms des personnages incarnés par Fry et Laurie, pouvaient laisser les spectateurs penser qu'ils étaient parents. Ce gag a été repris par Alain Chabat, pour son personnage de Serge Karamazov, dans le film La cité de la peur.

## Scènes de liaison
Entre les différentes saynètes, aussi bien Fry que Laurie apparaissent, jouant le rôle de gens de la rue, comme un agent de police, un vagabond infomaniaque, une femme qui se souvient soudainement qu'elle a « laissé branché le fer à repasser », le retraité qui dit qu'il « ne veut pas en être », sans spécifier ce qu'il entend par « en être », et part ensuite en riant, un vieux conservateur et bien d'autres. De telles insertions deviennent moins fréquentes durant les deux dernières saisons.

## Musique

### Thèmes musicaux
Le thème musical de la première saison a été écrit par Harry Stoneham, le deuxième par Philip Hope, le troisième et le quatrième par Philip Hope et Simon Brint. Le thème final de la deuxième saison est le final du Carnaval des Animaux, de Camille Saint-Saëns. Le thème introductif de la première saison n'est pas de Hugh Laurie, c'est Mardi Gras in New Orleans, de Professor Longhair.

### Interprétations de Hugh Laurie
Laurie, qui est un musicien accompli et joue de nombreux instruments, interprète, dans plusieurs épisodes, des chansons connues et d'autres de sa propre composition, à la fois sous forme de chansons satiriques ou comme commentaires dans les saynètes. C'est une occasion pour Laurie, qui joue souvent le faire-valoir des pitreries de Fry, de montrer ses propres compétences en matière de comédie. Cette partie du spectacle devient, rapidement, une des plus populaires. À partir de la troisième saison, Laurie joue, au piano, le thème final de l'émission.
Les chansons interprétées par Laurie sont :
- Mystery : c'est une parodie d'une lugubre chanson d'amour d'un chanteur de bar[21]. Laurie y imite les maniérismes vocaux de Sammy Davis Jr. et présente les difficultés relationnelles du chanteur avec l'objet de son affection, qui devient de plus en plus étrangère à chaque vers : elle vit dans un pays différent, a probablement un problème avec le métier du chanteur (« avec l'Autorité de l'eau de la Tamise »), ne l'a jamais réellement rencontré et peut, de ce fait, « éprouver un violent dégoût pour le chanteur », est morte depuis 1973 (« il y aura quinze ans en jan-vi-er »). Laurie joue, par la suite, cette chanson lorsqu'il apparaît dans un épisode de Inside the Actors Studio, en 2006.
- Little Girl : portant une fausse moustache dessinée au crayon, Laurie, dans le rôle d'un photographe de célébrités pédophile, raconte, dans le style de Noel Coward, comment il a rendu célèbre une petite fille mineure en la séduisant et en prenant d'elle des photos hautement érotiques. Alors que le paparazzo continue à photographier la fille tout au long de sa vie, elle devient une attraction chantante, se marie avec un chanteur pop, dont elle divorce, et disparaît de la scène publique. Le photographe termine sa chanson en se plaignant que la « petite fille » ne soit plus ni petite, ni fille. Mais le bon côté est qu'elle a une jeune fille que le photographe aimerait beaucoup rencontrer.
- America : Laurie est habillé en ce qui était, à l'époque, l'uniforme « standard » de la star de rock américaine : chemise de flanelleà carreaux, tee-shirt blanc, jeans, sneakers et un bandana autour de la tête, dans le style de Bruce Springsteen et Jimi Hendrix. Laurie chante la chanson de façon dramatique. Les paroles de celle-ci sont « ...America, America, America... » et « ...the States, the States, the States... », jusqu'à ce que Fry, assez énervé, monte sur scène et le frappe.
- The Sophisticated Song : Laurie, dans un costume blanc et noir, joue de la guitare, accompagné par un groupe de soutien, et chante à quel point il est normalement très cool, jusqu'à ce qu'il ait besoin de parler à son véritable amour, moment auquel il devient mutique et commence à baver.
- The Polite Rap : se dandinant en habit fluos de gangsta, Lautrie parodie la culture hip-hop avec ce rap apprenant aux gens à être gentils, plutôt que méchants, et chante qu'il est un « putain d'aime-ta-mère »[22], plutôt qu'un « mortel nique-ta-mère »[23].
- Where is the Lid? : Laurie annonce qu'il a écrit une chanson « sauvage, colérique »[24], au sujet de « bocaux qui sont séparés de leurs couvercles »[25]. Jouant du piano, il chante « Où est le couvercle ? »[26], de façon lugubre et répétitive. À l'arrière-plan, Fry trouve un couvercle abandonné et essaie de l'adapter à un bocal ouvert placé sur le piano. Cela marche et il supplie Laurie de cesser de chanter, puisque le couvercle a été retrouvé et rendu à son bocal. Laurie ignore Fry et continue à jouer, jusqu'à ce que Fry le frappe. Cette chanson est immédiatement suivie d'un mini-sujet sur la « mort » de Laurie.
- There Ain't But One Way : Laure et Fry, habillés comme deux rednecks, commencent la chanson. Se moquant du patriotisme sudiste américain, Laurie chante que la seule façon de résoudre les problèmes du monde, du trou de la couche d'ozone à la pauvreté, est de « botter quelques culs »[27], alors que Fry, jouant le rôle d'Oren, le frère mentalement diminué (« la victime d'un malheureux accident musical »[28]), hurle « yee-hah! » et répète « kickin' AY-ass! » lorsque Laurie chante, marche lourdement et finit par tomber de la scène.
- I'm in Love with Steffi Graf : Laurie a de nouveau un groupe d'accompagnement, pendant qu'il joue de la guitare acoustique et imite la musique grunge dépressive des années 1990. Il écarte dramatiquement ses cheveux de ses yeux, dans le style de Robert Smith, de The Cure, et, affectant un zézaiement efféminé, proclame son amour pour la joueuse de tennis Steffi Graf. Il va jusqu'à proclamer qu'il l'a pourchassée durant ses tournois et révèle, finalement, qu'il est l'homme qui a poignardé Monica Seles, pour venger la défaite par elle infligée à Steffi Graf, un grand évènement médiatique en 1993. Pendant que la chanson est interprétée, un diaporama de Steffi Graf jouant au tennis est montré sur un écran de projection.
- Too Long Johnny : Laurie apparaît habillé complètement en noir et portant un borsalino rouge. Il joue de la guitare blues sur une guitare à résonateur et, affectant l'accent d'un bluesman, il chante : « Too long, Johnny, too long, it's way too long », avant de continuer, en chantant, à expliquer comment il veut « le » réduire à la parfait longueur. Malheureusement, alors que Johnny « le » ramène à la bonne longueur, Laurie proclame qu'il « leur » a donné une largeur beaucoup trop faible, et qu'il doit maintenant tout recommencer.
- Hey Jude : Laurie joue au piano à queue et chante Hey Jude, des Beatles, d'une voix qui rappelle Pinky and Perky ou Alvin et les Chipmunks. Fry le rejoint ensuite sur scène et commence à l'accompagner d'une voix impossiblement grave. Fry prend alors des aide-mémoire, afin que le public puisse l'accompagner dans le « na na na na » du refrain. En fait, Hugh Laurie joue au piano une octave plus grave que la normale, tout en chantant dans la bonne tessiture, et l'enregistrement est ensuite transposé une octave au-dessus, afin de donner un son normal au piano, avec une voix haut perchée.
- Love Me Tender : Laurie imite de nouveau un musicien célèbre, cette fois Elvis Presley. Il adopte même une voix à la Presley, pour la chanson. Cependant, la tentative de Laurie pour être sérieux est mise en défaut lorsque la caméra effectue un panoramique, montrant qu'il chante pour Nicholas Parsons assis sur un trône. Laurie achève la chanson, puis embrasse tendrement l'épaule du costume de Parsons.
- What I Mind : Laurie, au piano et accompagné par un groupe de soutien, chante une chanson country sur les difficultés qu'il a avec sa « copine », ce qui ne l'empêche pas d'en parler comme d'un objet inanimé, comme un aspirateur, une clef ou un garage.
- The Protest Song : Laurie est, de nouveau, soutenu par un groupe d'accompagnement et joue de la guitare acoustique et de l'harmonica. Il parodie le rock activiste des lycées américains, chantant que chacun peut faire du monde un meilleur endroit. De même que sa prestation sur Love Me Tender, cette chanson semble être une tentative de Laurie pour être sérieux, du moins jusqu'à ce qu'il atteigne le moment où il doit réellement chanter ce que chacun devrait faire pour construire une société meilleure. Chaque fois qu'il en arrive là, comme s'il était incapable de penser à une action concrète pour sauver le monde, il marmonne de façon incohérente dans le microphone. À la fin de la chanson, il répète plusieurs fois la phrase « Tout ce que nous avons à faire est... »[29] et recommence à jouer de l'harmonica. Il interprète à nouveau cette chanson lors du téléthon BBC's Comic Relief, en 1993, et, en 2006, alors qu'il presente une édition de Saturday Night Live.

## Diffusion
L'épisode pilote, d'une durée de 36 minutes est diffusé sur BBC2 le lendemain de Noël, samedi 26 décembre 1987 à 23 h 55. Par la suite, sa durée est réduite à 29 minutes, lors des rediffusions (y compris la diffusion sur Paramount Comedy Channel). La version complète est enregistrée sur le DVD de la saison 1. C'est le premier épisode pilote produit par Fry et Laurie pour la BBC depuis 1983 ; leur tentative précédente, The Crystal Cube, n'avait pas obtenu l'approbation de la chaîne.
Les trois premières saisons sont diffusées sur BBC2, la chaîne traditionnelle pour les émissions comiques à saynètes. La quatrième saison se retrouve sur BBC1, la principale chaîne de divertissement. Cette dernière saison est la moins bien accueillie, pour un certain nombre de raisons : BBC1 n'est pas le meilleur endroit pour diffuser l'humour spécial de Fry et Laurie ; des invités célèbres sont présents dans tous les épisodes, à une exception près, alors que Fry et Laurie désapprouvent cet ajout ; la diffusion suit de peu la dépression nerveuse de Stephen Fry, en 1995, qui jette une ombre sur la série. Un critique dit que, peut-être pour cette dernière raison, Fry recueille la majorité des rires de l'assistance, alors que Laurie est de plus en plus relégué dans le rôle de « faire-valoir ».
Malgré sa popularité en son temps, et un regain d'intérêt après la prestation de Hugh Laurie dans Dr House, la série a rarement été rediffusé par la télévision terrestre. La série est diffusée en Hongrie par Comedy Central. En Finlande, elle est diffusée, sous le titre Älynväläyttäjät, à partir du 30 mai 2003.

## Épisodes
La série comporte un total de 26 épisodes, chacun composé de six à onze saynètes.
- Épisode pilote : 26 décembre 1987 (36 minutes)
- Saison Un : 13 janvier 1989 – 17 février 1989 (six épisodes)
- Saison Deux : 9 mars 1990 – 13 avril 1990 (six épisodes)
- Saison Trois : 9 janvier 1992 – 13 février 1992 (six épisodes)
- Saison Quatre : 12 février 1995 – 2 avril 1995 (sept épisodes)

Deux compilations ont été diffusées sur BBC Radio 4, le 11 août 1994.

### Liste des épisodes
Ce qui suit est la liste des épisodes de la série et des saynètes qui les composent.

#### Pilote (1987)
- Customs Camera
- Holiday Photographs
- Problems around the Eye Area
- The Privatisation of the Police Force
- Critics (« Argue the Toss », « Up the Arts » et « Oh No, Not Another One »)
- Deodorant - William Wegman from « Selected Video Works 1970-78 »
- « How Lovely I Was »
- Soup/Suit
- Mystery (chanson)
- You Can’t Make an Omelette without Breaking Eggs (Gordon et Stuart 1)
- The word « Gay »
- Toy Car Showroom
- Tales of War
- Australian Soap Opera

#### Première saison (1989)

##### Épisode 1
- Parent Power[32]
- Hugh's Poem
- Young People
- SAS
- The West Indies: A Nation of Cricketers
- Spoonbending with Mr Nude
- Censored
- Haircut

##### Épisode 2
- Information
- Sound Name (Derek Nippl-e)
- Language Conversation (suite dans la saison 2 : Beauty and Ideas)
- America (chanson)
- Chatshow
- Spies One (Control et Tony 1)
- Beggar
- Hand Exercise
- Troubleshooters (John et Peter 1)

##### Épisode 3
- Hugh's Brain
- Gordon and Stuart Eat Greek (Gordon et Stuart 2)
- Costume Design
- Doctor Tobacco
- Open University
- Spies Two (Control et Tony 2)
- Special Squad

##### Épisode 4
- Trouser-Competition Introduction
- Prize Poem
- Awful Smell (Stole My Sketch 1)
- Madness
- Antique Shop (Stole My Sketch 2)
- Spies Three (Control et Tony 3)
- Light Metal (L'Evêque et le Maître de guerre) (chanson)
- Bank Loan
- Nipples
- Inspector Venice (Stole My Sketch 3)
- Tomorrow's World

##### Épisode 5
- Lavatories
- Critics One
- Judge Not
- Critics Four
- Ignored Teacher
- That's It (Silhouettes 1)
- Hugh's Favourite Sketch
- Critics (mélange fortement remanié de Critics Two et Critics Three)
- The « Burt »
- Christening
- Swiss Comedy (Heidi and Johann Smell Just Right)

##### Épisode 6
- Marjorie's Fall
- Puppy Appeal
- Leave It Out (Silhouettes 2)
- Girlfriend's Breasts
- Spies Four (Control et Tony 4)
- Violence
- Chicken
- Cocoa
- Tony of Plymouth (Sword Fight)

#### Deuxième saison (1990)

##### Épisode 1
- Time Where Did You Go (Introduction/Dancercises)
- Flushed Grollings
- Dammit 1 (John et Peter 2)
- Fast Talker
- Grandfather's Things
- Psychiatrist
- Commentators
- Spies/Pulse (Control et Tony 5)
- Michael Jackson (chanson Move It On Out Girl)

##### Épisode 2
- Tideymans Carpets Introduction/The Spillage That Wasn't (Tideymans)
- Spies/Pigeons (Control et Tony 6)
- Trick or Treat (Tideymans)
- Play It Again, Sam
- Major Donaldson
- Dammit 2 (John et Peter 3) (Tideymans)
- « Improvised » Sketch/First Lines (Tideymans)

##### Épisode 3
- Swearing
- Witness
- Over to You
- Jewellry
- Hugh's Girlfriends
- Mystery Objects
- Society
- Dammit 4 (John et Peter 4)
- Bottom Fondling

##### Épisode 4
- « Big » Introduction
- Dinner With Digby
- Returning suits
- Hard Man's Record (Alan 1)
- Small Talk
- Dammit Lavatories (John et Peter 5)
- The Robert Robinsons
- Spies/Telescope (Control et Tony 7)
- Stephen and Hugh become big/« A Bit of Little & Large »

##### Épisode 5
- MBE Introduction
- This is Dominic Appleguard
- Rhodes Boysons
- Amputated Genitals
- The Cause (Jack et Freddy/Neddy 1) (Gordon et Stuart 3)
- Where Eagles Dare

##### Épisode 6
- Satire/Tribute (chanson Where is the Lid?)
- Yellow Pages
- Beauty and Ideas (suite de Language Conversation, de la saison 1)
- Anarchy
- Dammit Church (John et Peter 6)
- First Kiss
- Borrowing A Fiver Off
- Spies/Firing (Control et Tony 8)
- Introducing My Grandfather To...
- A Vision of Britain
- Wrong Directions (après le générique de fin)

#### Troisième saison (1992)

##### Épisode 1
- A Word, Timothy
- Very Upset
- Love Me Tender (chanson)
- Milk Pot
- The Department (Alan 2)
- Stephen's Song (chanson)
- Psychiatrists
- Cocktail Ending: Whiskey Thunder

##### Épisode 2
- Condom Quickie
- Embassy
- Ampersands
- Duel
- Ass-Kickers' Song (chanson)
- Petrol Attendants
- Jobs
- European Deal
- Cocktail Ending 1: A Slow Snog with a Distant Relative

##### Épisode 3
- We Haven't Met
- Names
- The Other Department (Alan 3)
- Hey Jude (chanson) (bien qu'elle soit complète dans le DVD de la Région 2, cette saynète/chanson n'est pas comprise dans l'édition de la Région 1, probablement pour des questions de droits d'auteur)
- The Day I Forgot My Legs
- Firing
- Question of Sport
- Balloon-o!
- Shoe Shop (M. Dalliard 1)
- Cocktail Ending: Everything in the Till and No Sudden Moves

##### Épisode 4
- Get Well Card
- « Photocopying My Genitals With... »
- My Ass
- My Ass Critique
- News Report
- Patriotism
- AA
- Marmalade
- Too Long, Johnny (chanson)
- The Red Hat of Patferrick
- Cocktail Ending 2: A Mug of Horlicks

##### Épisode 5
- Balls
- Soup or Broth
- Mental Health
- World Sport: Bushwallyta
- Spaghetti
- Aromusician
- Countdown to Hell
- The New Cause (Jack et Freddy/Neddy 2)
- Neddy PM (Jack et Freddy/Neddy 3)
- Cocktail Ending: Beef Goulash

##### Épisode 6
- Magazine Leaflets
- My Dear Boy
- Joke Shop
- Horrormen
- Tahitian Kitchen
- My Favourite Pants
- Devil's Music (L'Evêque et le Maître de guerre)
- Flying a Light Aircraft with...
- Cocktail Ending: Berliner Credit Sequence

#### Quatrième saison (1995)

##### Épisode 1
Invités : John Bird, Jane Booker
- Grey and Hopeless
- Guests Introduction
- Blame
- Charter
- Jane's Poem[33]
- Smell
- All We Gotta' Do (chanson, Laurie l'interprète lorsqu'il présente Saturday Night Live, en 2006)
- Channel Changer
- Wonderful Life
- Cocktail Ending: Golden Meteorite

##### Épisode 2
Invités : Fiona Gillies, Kevin McNally
- Dog Hamper
- Hugh's Bandage
- Child Abuse
- Guests Introduction
- Going for Gold
- I'm in love with Steffi Graf (chanson)
- Lovers' Helper
- Fascion
- Avenger
- Operational Criteria
- Cocktail Ending: Long, Confident Suck

##### Épisode 3
Invités : Imelda Staunton, Clive Mantle
- Vox Pops
- Guests Introduction
- Barman
- Interruptus
- Little Girl (chanson)
- Making Tea
- For Some Reason Angry
- Don't Be Dirty
- Cocktail Ending: South Seas Vulvic Wart

##### Épisode 4
Invités : Caroline Quentin, Patrick Barlow
- Good Evening
- Guests Introduction
- Soccer School
- Dalliard: Models
- Hugh Interviewing Guests
- The polite rap (chanson)
- Head Gardener
- Gelliant Gutfright (« Flowers For Wendy »)
- Cocktail Ending: A Quick One With You, Stephen

##### Épisode 5
Invités : Phyllida Law, Stephen Moore
- Oprah Winfrey
- Guests Introduction
- Grand Prix
- Tribunal
- Red and Shiny
- Pooch
- Disgusting
- Wasps
- Cocktail Ending: Swinging Ballsack

##### Épisode 6
Invités : aucun
- Stolen Money
- Young Tory of the Year
- Variety
- Gossiping Heads
- Death Threat
- What I Mind (Misunderstood) (chanson)
- Honda
- The Duke of Northampton
- Cocktail Ending: Silver Prostate

##### Épisode 7
Invités : Janine Duvitski, Robert Daws
- Guests Introduction
- Religianto
- Consent
- Sophisticated Song (chanson)
- Fast Monologue
- Telephone Alert
- Truancy
- Cocktail Ending: A Modern Britain

## Publications

### DVD
Les quatre saisons sont publiées en DVD, isolément et en coffret, en 2006. Après de nombreuses demandes d'amateurs, la première saison et l'épisode pilote sont publiés, en DVD, le 3 avril 2006, en Région 2, par 2entertain. La saison 2 est publiée le 12 juin de la même année, avec, en supplément, les 45 minutes de Cambridge Footlights Revue (1982), dans laquelle Fry et Laurie apparaissent, avec Emma Thompson, Tony Slattery, Penny Dwyer et Paul Shearer.
La troisième saison suit, en octobre 2006. Amazon Royaume-Uni publie un coffret de 767 minutes, comportant les quatre saisons, le 30 octobre 2006, en même temps qu'est publiée la saison 4.
La saison 1 est publiée le 6 juillet 2007 en Région 4. Les versions pour la Région 1 des deux premières saisons sont publiées aux États-Unis et au Canada le 22 août 2006, l'ensemble des quatre saisons le 24 juillet 2007, par BBC Warner. 
| Saison | Saison      | Nombre de DVD | Nombre d'épisodes | Année        | Date de publication | Date de publication | Date de publication |
| Saison | Saison      | Nombre de DVD | Nombre d'épisodes | Année        | Région 1            | Région 2            | Région 4            |
| ------ | ----------- | ------------- | ----------------- | ------------ | ------------------- | ------------------- | ------------------- |
|        | Saison 1    | 1             | 7                 | 1987 et 1989 | 22 août 2006        | 3 avril 2006        | 6 juillet 2006      |
|        | Saison 2    | 1             | 6                 | 1990         | 22 août 2006        | 12 juin 2006        | 15 mars 2007        |
|        | Saison 3    | 1             | 6                 | 1992         | 24 juillet 2007     | 4 septembre 2006    | 4 juillet 2007      |
|        | Saison 4    | 2             | 7                 | 1995         | 24 juillet 2007     | 30 octobre 2006     | 5 mars 2008         |
|        | Saisons 1-4 | 5             | 26                | 1987–1995    | 24 juillet 2007     | 30 octobre 2006     | 17 août 2006        |

Le DVD de la saison 1 comporte une modification de la musique, dans la dernière saynète de l'épisode 6, Tony of Plymouth (Sword Fight). Dans la version télédiffusée, la musique est celle de la bande sonore de The Sea Hawk, mais, pour des raisons de droits d'auteur, un nouveau morceau de musique est utilisé, dans le DVD, avec la conséquence malencontreuse que la plus grande partie du dialogue est noyée au cours du processus. Dans la saison 2, Saint-Saëns n'est pas crédité pour la musique finale (Finale du Carnaval des animaux) avant la seconde moitié de la saison. Dans le DVD de la saison 3, pour la Région 1, la saynète qui présente Laurie et Fry chantant Hey Jude, des Beatles, a été omise, pour des raisons inconnues, mais probablement liées à des questions de droits d'auteur.
En Australie, A Little Bit of Fry & Laurie: Series One Épisodes 1–3 (Comedy Bites) est publié le 4 mars 2010.

### Livres
Les manuscrits, avec quelques saynètes inédites, sont publiés, sous forme de livres :
- A Bit of Fry & Laurie, Mandarin Publishing, 1990,  (ISBN 0-7493-0705-6).
- A Bit More Fry & Laurie, Mandarin Publishing, 1991,  (ISBN 0-7493-1076-6).
- 3 Bits of Fry & Laurie, Mandarin Publishing, 1992,  (ISBN 0-7493-1701-9).
- Fry & Laurie Bit No. 4, Mandarin Publishing, 1995,  (ISBN 0-7493-1967-4).

## Postérité
En 1990-1993, Fry et Laurie ont joué ensemble dans une autre série, diffusée sur ITV1, Jeeves and Wooster. Bien que les deux hommes eussent exprimé leur intérêt à l'idée de travailler de nouveau ensemble, ils ne l'ont pas encore fait, à cause des multiples projets dans lesquels ils sont impliqués.